# Tomás Reñones
Pedro Tomás Reñones Grego (Santiago di Compostela, 9 agosto 1960) è un ex calciatore spagnolo, di ruolo difensore.

## Carriera

### Giocatore

#### Club
Cresciuto nel Barcellona, debutta tra i professionisti con il Compostela nella stagione 1981-1982.
L'anno successivo passa all'Atlético Madrid, con cui milita per due anni nella squadra riserve e, dal 1984, nella prima squadra con cui esordisce in Primera División spagnola. Ben presto diventa un elemento importante per la propria squadra, come testimoniano le 483 presenze in dodici stagioni.
Nel 1997 passa al Marbella, per concludere la carriera l'anno successivo al San Pedro.

#### Nazionale
Ha totalizzato 19 presenze con la Nazionale di calcio spagnola, debuttandovi il 20 novembre 1985 nella partita Spagna-Austria (0-0). È stato convocato sia per il Campionato mondiale di calcio 1986 che per il Campionato europeo di calcio 1988.

### Politico
Dopo il ritiro ha intrapreso la carriera politica, venendo eletto consigliere comunale di Marbella per il Gruppo Indipendente Liberale, fondato da Jesús Gil, storico presidente dell'Atletico Madrid.
Dopo l'arresto del sindaco locale, dovuto ad uno scandalo legato alla corruzione, ne prese il posto ad interim nel 2006. Tuttavia anch'egli venne in seguito arrestato con le stesse accuse dalla polizia spagnola nell'ambito dell'Operation Malaya.

## Palmarès

### Giocatore

#### Club

##### Competizioni nazionali
- Campionato spagnolo: 1

Atlético Madrid: 1995-1996
- Coppa di Spagna: 4

Atlético Madrid: 1984-1985, 1990-1991, 1991-1992, 1995-1996
- Supercoppa di Spagna: 1

Atlético Madrid: 1985